# Croix basque

Croix basque ou Lauburu.

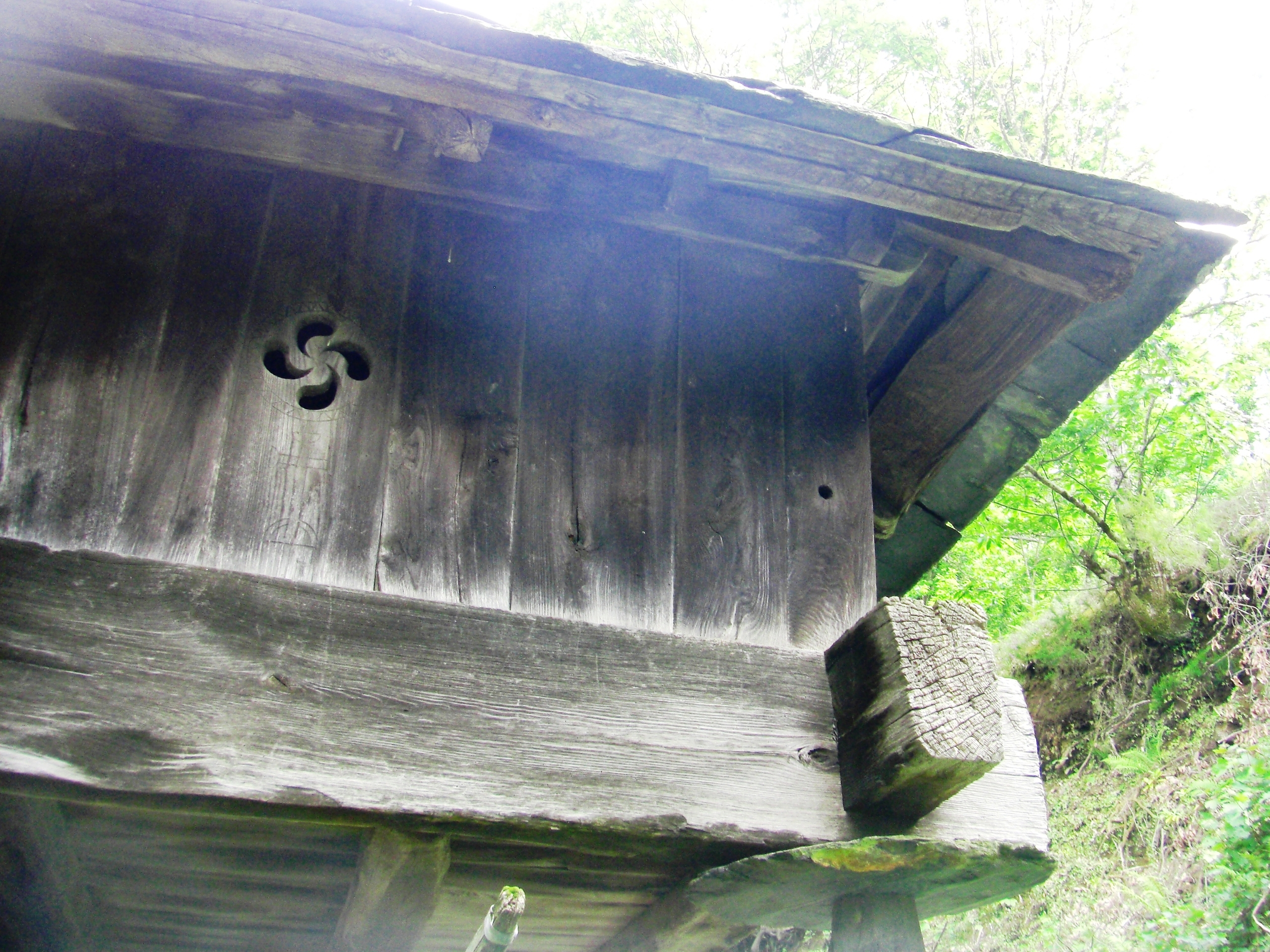
Croix basque sur la paroi d’un grenier d’Os Ancares (Galice, Espagne).

La croix basque, ou lauburu en basque, est une croix formée par quatre virgules, chaque virgule étant constituée de trois demi-cercles (un premier haut de demi-cercle suivi d'un bas de demi-cercle, plus un deuxième bas de demi-cercle, deux fois plus grand, au bas des deux autres et les reliant).

## Étymologie
La terminologie croix basque est récente. Durant la première moitié du XXe siècle, les chercheurs parlaient de turbine (Alfredo Baeschlin), d'hélice (Frankowski), de signe oviphile (Louis Colas), de svastika (P. Vovard), svastika courbé ou de croix à virgules (Philippe Veyrin,).
Ce n'est que depuis les années 1950 que le lauburu prend son nom basque définitif et devient un symbole identitaire du Pays basque.
En basque, lau signifie « quatre » et buru « tête ».

## Localisation et dispersion
Même si ce symbole est très présent dans le Pays basque français et espagnol (partie nord de la Navarre, ainsi qu'en Biscaye, Alava et Guipuscoa) et tout au long de la chaîne des Pyrénées, on le retrouve également dans une partie de la Gascogne, dans les régions espagnoles d'Aragon, Galice, Asturies et la Cantabrie, et jusqu'en Alsace, sur des maisons datant de la fin du XVIIIe et du début du XIXe siècle.
Dans le Pays basque français, le symbole est le plus fréquemment représenté en Basse-Navarre.

## Origines
Les origines et la symbolique de cette représentation ont suscité de nombreuses recherches et hypothèses, parfois contradictoires, qui ne débouchent, encore aujourd'hui, sur aucune certitude. On ne connait pas les raisons qui amenèrent les Basques à utiliser ce symbole, et à l'exposer sur leurs maisons et leurs stèles funéraires. On ne peut émettre que des hypothèses, biaisées par notre environnement, notre savoir et notre sensibilité d'aujourd'hui.
Notons tout d'abord qu'on ne connait pas, au Pays basque, de représentation de lauburu antérieure à la fin du XVIe siècle. Il a été mentionné que la plus ancienne authentifiée était celle d'une maison de La Bastide-Clairence, datée de 1560. Il est vraisemblable que des croix basques plus anciennes aient existé, mais les graveurs ne dataient pas systématiquement leurs œuvres, qui, d'ailleurs, ont pu être perdues ou sculptées sur des supports qui n'ont pas résisté au temps (peinture extérieure ou gravure sur bois).

### Hypothèse indo-européenne
Rien n'étaye, dans l'histoire du Pays basque connue aujourd'hui, l'hypothèse d'une introduction au cours du Moyen Âge par des voyageurs ou des populations migrantes d'origine indo-européenne.

### Hypothèse locale
Est-il possible que la croix basque soit apparue spontanément au Pays basque soit sur l'impulsion des bâtisseurs et compagnons de l'époque, soit avec le soutien du clergé ou du pouvoir central ? Là encore, la documentation historique fait défaut.
La recherche sur la symbolique originelle laisse entrevoir quelques hypothèses, qui amènent parfois à une période précédant la christianisation de la contrée, qui fut longue et chaotique, étant donné la configuration encaissée du relief pyrénéen et conservatrice des populations rurales. Camille Jullian désigne les XVe et XVIe siècles comme le début de la période à laquelle le catholicisme s'est imposé au Pays basque. La nouvelle religion aurait alors amplifié l'utilisation d'un symbole plus ancien.
Suivant les auteurs, le symbole fait initialement référence au cycle de la vie, à la rotation du soleil, du ciel et de la terre, qui sont des hypothèses d'une création préalable à la christianisation. La croix finale, à quatre virgules, reconnue aujourd'hui, milite pour une symbolique soutenue par l'Église.

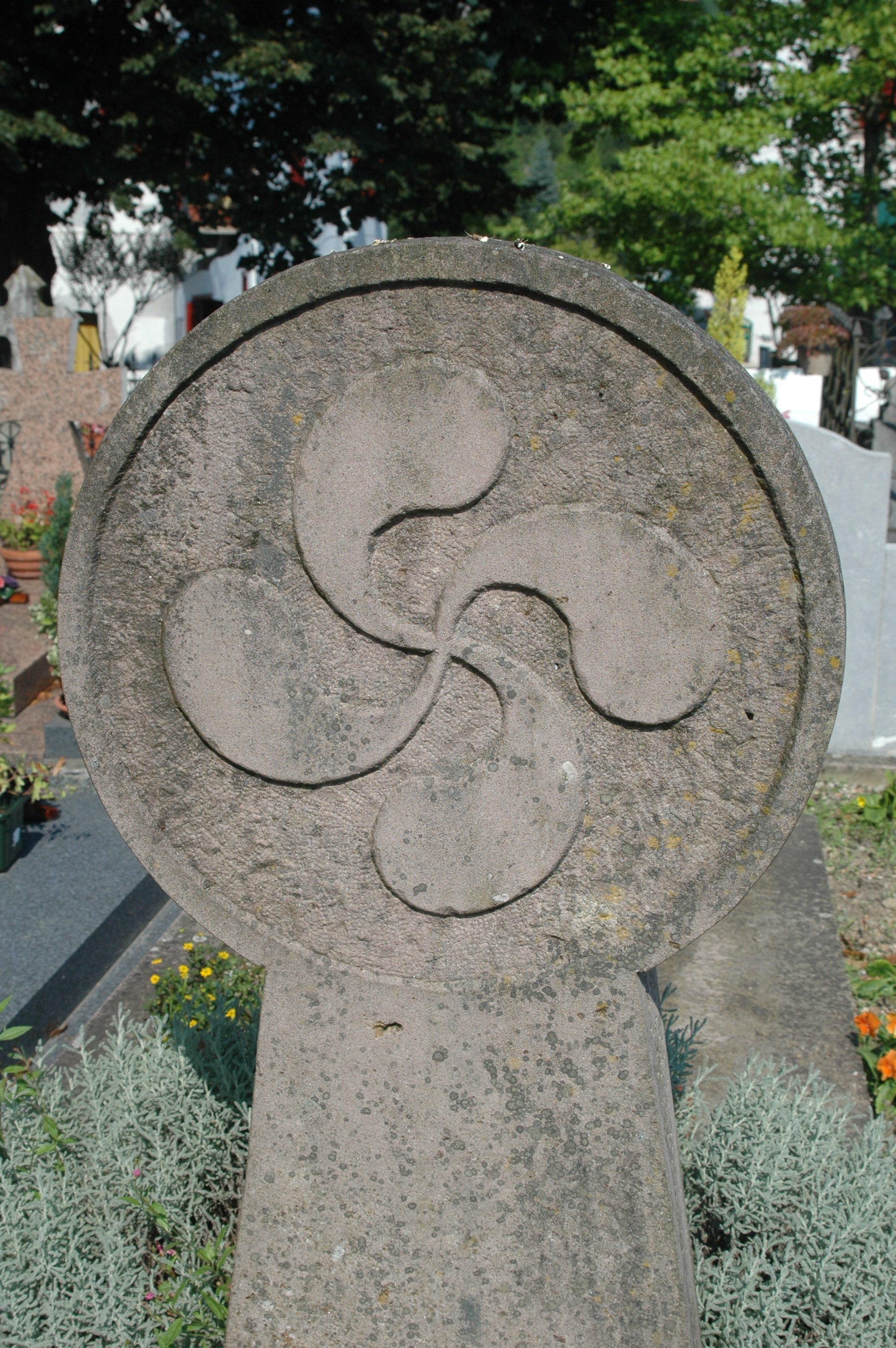
Stèle discoïdale, cimetière d'Ainhoa.
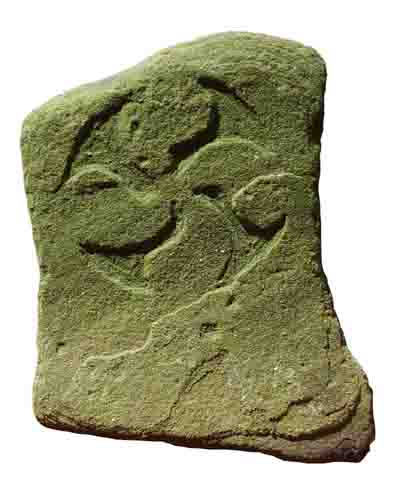
La croix basque sculptée dans une pierre.
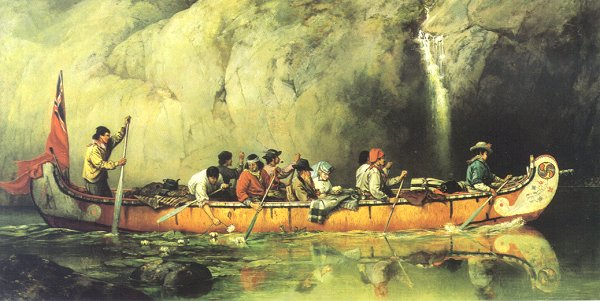
Les coureurs des bois ont une croix basque sur l'avant du canoë.
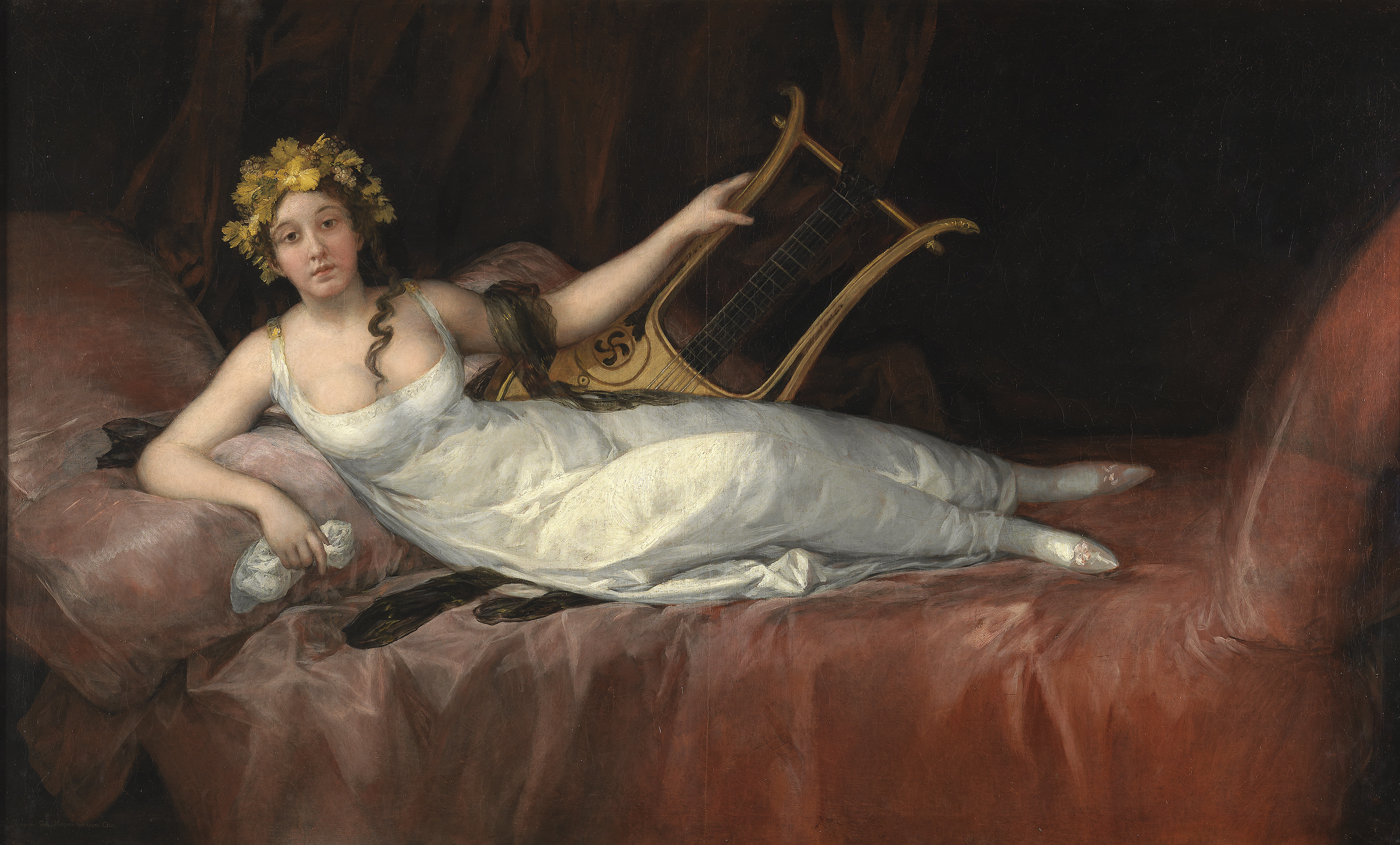
La lyre de Joaquina Téllez-Girón, Marquise de Santa Cruz par Francisco Goya est décorée du lauburu.
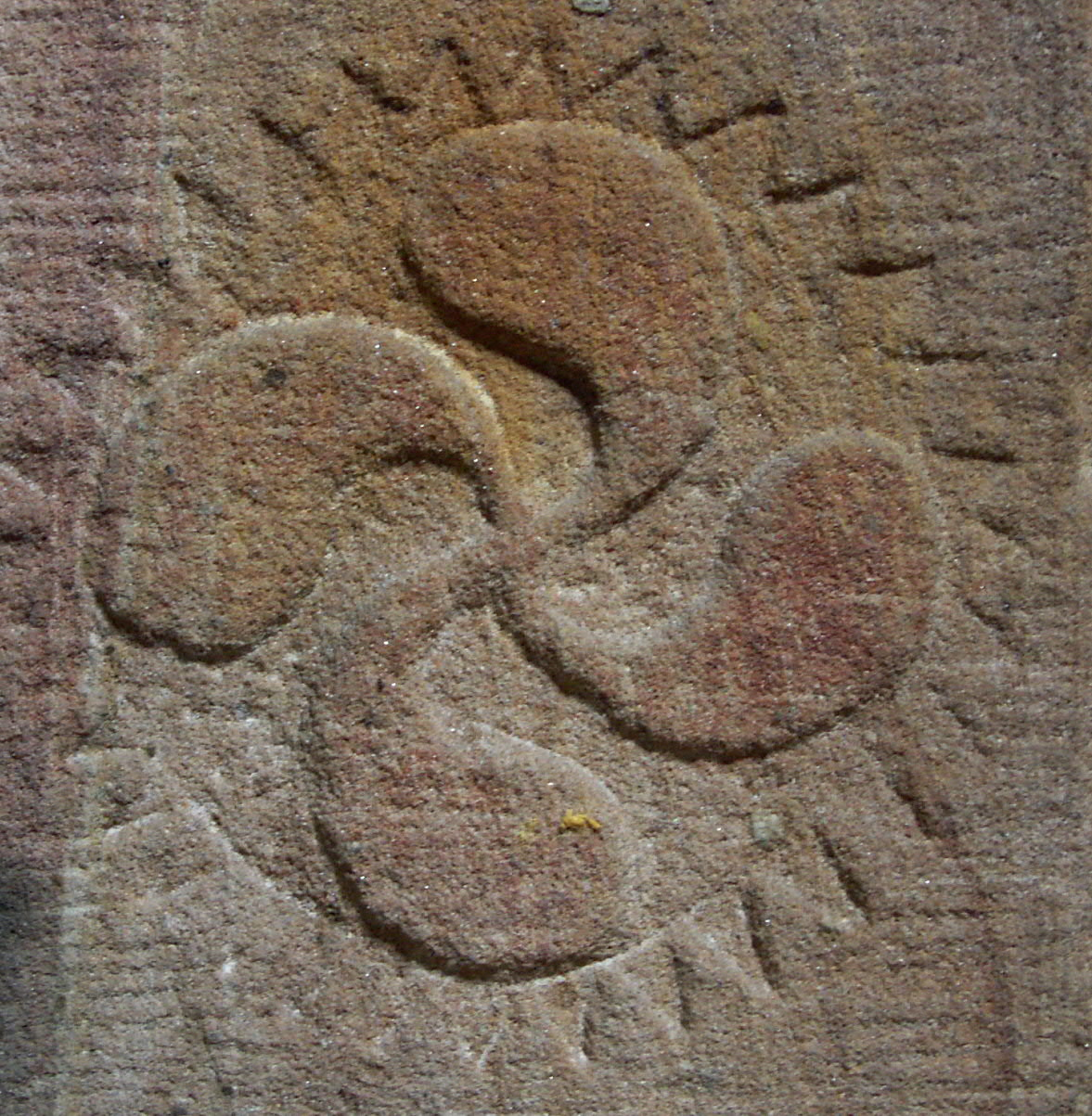
Un lauburu sur le font baptismal à l'église de Knopp-Labach en Allemagne.

## Graphisme

### Svastika
Le svastika est un symbole religieux que l'on retrouve de l'Europe à l'Océanie, apparaissant dès l'époque néolithique. On peut le décrire comme une croix composée de quatre potences prenant la forme d'un gamma grec en capitale (Γ), d'où son autre appellation de croix gammée. Ce symbole est notamment utilisé en Orient dans la symbolique jaïne, hindoue et bouddhique, en Chine pour symboliser l'éternité.
La forme rectiligne du svastika semble s'opposer aux formes rondes du lauburu, bien que certains auteurs (comme Camille Jullian) voient en le svastika une parenté évidente.
Le svastika est un symbole utilisé, bien que rarement, au Pays basque durant les années 1930 par les nationalistes espagnols, et abandonné dès la montée du nazisme.
| . | . | . |

### Croix basque depuis leXVIesiècle
Le lauburu est un arrangement de virgules, tournées vers la droite, ou vers la gauche, sans que l'on connaisse la symbolique attachée à ces sens de rotation différents. Parfois d'ailleurs, les virgules d'un même lauburu peuvent avoir des orientations différentes.
On connaît des croix basques à deux virgules (Irissarry, 1734), à trois (Irissarry, 1883), quatre et jusqu'à neuf éléments (cinq virgules datées de 1804 à Juxue, six à Armendarits sur un cartouche de 1778, huit à Iholdy, neuf sur un linteau de Lantabat daté de 1742). Cette diversité milite pour une origine symbolique solaire.